# Rouge rubis (film)
Cet article concerne film de Felix Fuchssteiner. Pour le roman de Kerstin Gier, voir Rouge rubis.
Série Trilogie des gemmes
Bleu saphir
(2014)
Pour plus de détails, voir Fiche technique et Distribution.
Rouge rubis (en allemand : Rubinrot) est un film fantastique allemand, réalisé par Felix Fuchssteiner, sorti en 2013.
Il s'agit de la première adaptation cinématographique du roman éponyme de la Trilogie des gemmes de Kerstin Gier.
Le film est suivi en 2014 par Bleu saphir, puis en 2016 par Vert émeraude.

## Synopsis
Gwendolyn est une lycéenne londonienne comme les autres. C'est alors que se manifeste chez elle un don lui permettant, pendant quelques instants, de voyager dans le temps. Charlotte, sa cousine, était supposée être celle qui hériterait de celui-ci, transmis de mère en fille via un gène, mais c'est donc Gwendolyn qui a développé cette aptitude. 
Cependant, contrairement à Charlotte, elle n'a jamais été préparée à cela, et se retrouve vite perdue lorsqu'elle doit s'associer à Gideon de Villiers, un des 11 autres voyageurs dans le temps, afin d'accomplir des missions. Bientôt, elle va également devoir rencontrer le comte de Saint-Germain, le fondateur et dirigeant de la société secrète des voyageurs temporels.

## Fiche technique
- Titre original : Rubinrot
- Titre français et québécois : Rouge rubis
- Titre international : Ruby Red
- Réalisation : Felix Fuchssteiner
- Scénario : Katharina Schöde, d'après le roman de Kerstin Gier
- Musique : Philipp Fabian Kölmel
- Direction artistique : Ralf Schreck
- Décor : Matthias Müsse
- Costumes : Janne Birck
- Photographie : Sonja Rom
- Son : Olaf Mehl, Daniel Iribarren, Magnus Pflüger
- Montage : Wolfgang Weigl
- Production : Hans W. Geißendörfer, Markus Zimmer, Tom Blieninger, Philipp Budweg, Felix Fuchssteiner, Robert Marciniak et Katharina Schöde

Production déléguée : Herbert G. Kloiber
- Sociétés de production[1] : Lieblingsfilm, mem-film, Geißendörfer Film und Fernsehproduktion (GFF) et Tele München Fernseh Produktionsgesellschaft (TMG)
- Sociétés de distribution :
  - Allemagne : Concorde Filmverleih GmbH
  - Suisse : Ascot Elite Entertainment Group
  - France : Condor Entertainment (DVD et Blu-ray)
- Budget : n/a
- Pays d'origine :  Allemagne
- Langues originales : allemand, français
- Format[2] : couleur / N & B -  2,35:1 (Cinémascope) - son Dolby Digital
- Genres : fantastique, aventures, drame, romance
- Durée : 122 minutes
- Dates de sortie[3] :
  - Allemagne : 14 mars 2013 (sortie nationale) ; 24 juin 2016 (Festival du film de Munich)
  - France : 17 mai 2013 (Festival de Cannes) ; 24 septembre 2014 (sortie directement en DVD et Blu-ray)
- Classification[4] :
  -  Allemagne : Interdit aux moins de 12 ans (FSK 12).
  -  France : Tous publics.
  -  Suisse romande : Interdit aux moins de 10 ans[5].

## Distribution
- Maria Ehrich (VF : Jennifer Fauveau) : Gwendolyn Shepherd
- Jannis Niewöhner (VF : Gauthier Battoue) : Gideon de Villiers
- Veronica Ferres (VF : Patricia Piazza) : Grace Shepherd
- Uwe Kockisch (VF : Patrick Béthune) : Falk de Villiers
- Laura Berlin (VF : Adeline Moreau) : Charlotte Montrose
- Jennifer Lotsi (de) (VF : Alice Taurand) : Leslie Hay
- Josefine Preuß (VF : Céline Ronté) : Lucy Montrose
- Florian Bartholomäi (de) (VF : Stanislas Forlani) : Paul de Villiers
- Kostja Ullmann (VF : Paolo Domingo) : James Pimplebottom
- Katharina Thalbach (VF : Denise Metmer) : Madeleine « Maddy » Montrose
- Axel Milberg (VF : Hervé Caradec) : Lucas Montrose
- Gottfried John (VF : Philippe Catoire) : Docteur White
- Chiara Schoras (de) (VF : Nathalie Karsenti) : Margret Tilney
- Rüdiger Vogler (VF : Philippe Ariotti) : M. George
- Peter Simonischek (VF : Bernard Tiphaine) : Comte de Saint-Germain
- Sibylle Canonica (de) (VF : Marie-Frédérique Habert) : Glenda Montrose
- Gerlinde Locker (VF : Jocelyne Darche) : Lady Arista
- Johannes Silberschneider : M. Bernhard, le majordome de Lady Arista
- Levin Henning (de) : Nick Shepherd
- Justine del Corte (de) (VF : Marie Madeleine Burguet Le Doze) : Madame Rossini
- Anna Bottcher : Passantain

Sources et légende : Version française selon le carton de doublage français.

## Production

### Tournage
- Lieux de tournage : Mühlhausen, Cobourg, Cologne, Aix-la-Chapelle, Juliers, Londres, château de Wartbourg à Eisenach, Weimar, Bayreuth.

## Distinctions
En 2014, Rouge rubis a été sélectionné trois fois dans diverses catégories et n'a remporté aucune récompense.

### Nominations
- Prix des Nouveaux Visages (New Faces Awards) 2014 : Meilleur acteur pour Jannis Niewöhner.
- Prix international de la critique de musique de film (International Film Music Critics Award (IFMCA)) 2014 :
  - Meilleure musique originale pour un film d'action / aventure / thriller pour Philipp Fabian Kölmel.
- Prix Jupiter 2014 : Meilleur acteur allemand pour Uwe Kockisch.

## Editions en vidéo
- Rouge rubis est sorti en :
  - DVD le 24 septembre 2014[7],[8],
  - Blu-ray le 24 septembre 2014[7],[9],
  - VOD le 1er juin 2016[7].